# 高部あい
高部 あい（たかべ あい、1988年8月16日 - ）は、日本の元女優、元声優。
東京都八王子市出身。女性アイドルグループ美少女クラブ31の元メンバー。
最終所属はオスカープロモーション。

## 略歴
2004年8月、第10回全日本国民的美少女コンテストにてグラビア賞を受賞。オスカープロモーションに所属し、同年9月30日、美少女クラブ31（美少女クラブ21より改称）に新メンバーとして加入。
2005年5月、第1回ミス週プレグランプリ受賞。
2006年1月9日、フジテレビ系　P&Gパンテーンドラマスペシャル『トゥルーラブ』にてドラマ初出演。2009年7月には、テレビアニメ『青い花』の万城目ふみ役で声優デビューを果たす。
2007年に堀越高等学校を卒業。
2015年10月15日、コカインや向精神薬を所持していたとして麻薬及び向精神薬取締法違反（所持）の疑いで逮捕された。これを受け、オスカープロモーションは同日付で高部との専属契約を解除し、同月27日に謝罪コメントを発表した。また、10月からテレビ朝日系で放送のドラマ『サムライせんせい』にも、生徒の母親役として出演予定だったが、これに伴い降板となり、収録部分はカットされた。11月4日、鑑定の結果陽性反応が出たとして麻薬及び向精神薬取締法違反（使用）の疑いで再逮捕され、翌5日、同容疑で送検された。13日、本人の妊娠を考慮し、処分保留のまま釈放された。その後も任意で捜査を続けたが、2016年3月29日、東京地検は「コカインの所持量が微量だったことや社会的制裁を受けたことなどを考慮した」との理由から起訴猶予処分とした。
2017年10月に結婚と妊娠を報じられた。

## 出演

### テレビドラマ
- P&Gパンテーンドラマスペシャル「トゥルーラブ」（2006年1月9日、フジテレビ） - 鈴木香奈 役
- ガチバカ!（2006年1月 - 3月、TBS） - 影山祐子 役
- てるてるあした（2006年4月 - 6月、テレビ朝日） - 山田偉子 役
- 下北サンデーズ（2006年7月 - 9月、テレビ朝日） - 田所双葉 役
- スリルな夜「子育ての天才」（2007年4月 - 6月、フジテレビ） - 神谷美優 役
- フライトパニック（2007年10月、フジテレビ） - 新井聡美 役
- ドラマ24 コスプレ幽霊 紅蓮女（2008年1月11日 - 3月28日、テレビ東京） - 主演・辺倉史代 / 紅蓮女 役
- ドラマ8 キャットストリート（2008年8月-9月、NHK） - 園田奈子 役
- 福岡恋愛白書4 第2話「恋はバックドロップ」（2009年2月13日、九州朝日放送） - 主演・マヤ 役
- 木曜ナイトドラマ リセット 第12話「結婚の選択」（2009年4月2日、日本テレビ系） - 秋草幸子 役
- 未来はボクらの手の中に（2009年7月9・16日、関西テレビ） - 樋口美佳 役
- あり得ない! 第3話（2010年1月27日、毎日放送） - 美和 役
- フリーター、家を買う。 第1話（2010年10月19日、フジテレビ） - 豊中ミチル 役
- 土曜ワイド劇場 遺品の声を聴く男3（2012年1月21日、朝日放送） - 沢口花梨 役
- 白戸修の事件簿 第5話・6話（2012年2月24日・3月2日、TBS） - 柳沢由美 役
- 世にも奇妙な物語 '12春の特別編「試着室」（2012年4月21日、フジテレビ） ‐ 河合麻衣子 役
- プレミアムドラマ 恋愛検定 第1話（2012年6月3日、BSプレミアム） - 関根果子 役
- 水曜ミステリー9 みちのく麺食い記者 宮沢賢一郎2（2013年2月27日、テレビ東京） - 青山宇美 役
- まほろ駅前番外地 第8話（2013年3月1日、テレビ東京） - 竹内小夜 役
- ネオ・ウルトラQ 第9話（2013年3月9日、WOWOW） - 秘書 役
- 月曜ゴールデン 警視庁南平班〜七人の刑事〜6（2013年4月8日、TBS） - 新庄京子 役
- 確証〜警視庁捜査3課 第8話（2013年6月3日、TBS） - 檜山さやか 役
- 土曜ワイド劇場 デパート仕掛け人!天王寺珠美の殺人推理6（2013年7月20日、朝日放送） - 葉山梨奈 役
- 土曜ワイド劇場 再捜査刑事・片岡悠介6（2014年4月26日、テレビ朝日） - 倉吉美奈子 役
- ブラック・プレジデント（2014年4月 - 7月、関西テレビ・フジテレビ系） - 遠山美咲（秘書） 役
- 水曜ミステリー9 刑事長2（2014年5月14日、テレビ東京） - 稲垣咲子 役
- 月曜ゴールデン 税務調査官・窓際太郎の事件簿27（2014年7月28日、TBS） - 田上悠 役
- 幼獣マメシバ・望郷篇 - 三笠冬実 役
- 土曜ワイド劇場 法医学教室の事件ファイル39（2014年10月18日、テレビ朝日） - 島貫千尋 役
- 土曜ワイド劇場 西村京太郎トラベルミステリー63（2015年1月10日、テレビ朝日） - 椿美雪 役
- 京都人情捜査ファイル（2015年4月 - 6月、テレビ朝日） - 星野佳世 役
- 水戸黄門 スペシャル（2015年6月29日、TBS） - お恋 役
- 婚活刑事 第10話 - 最終話（2015年9月4日 - 17日、読売テレビ） - 篠原沙織 役

### 海外テレビドラマ
- 杨贵妃秘史 （2010年、湖南卫视 / 主演：アンソニー・ウォン、殷桃） - 渡辺百合子 役

### テレビアニメ
- 青い花（2009年7月、フジテレビ系） - 主演・万城目ふみ 役
- 放浪息子（2011年2月、フジテレビ系） - 麻衣子 役
- セイクリッドセブン（2011年7月、MBS他） - SP→セイクリッドパーサー 役
- キルミーベイベー（2012年1月、TBS他） - 呉織あぎり 役

### 劇場アニメ
- セイクリッドセブン 銀月の翼（2012年、セイクリッドパーサー）

### OVA
- キルミーベイベー（2013年10月、ベストアルバムCDに同梱） - 呉織あぎり 役[15]

### バラエティ・情報番組
- GIRLS A GOGO!（2004年10月 - 2006年9月、テレビ朝日）
- 恋愛百景（2006年10月 - 2009年9月、テレビ朝日）
- 奇跡体験!アンビリバボー（2007年4月 - 2010年3月、フジテレビ） - 準レギュラー
- 太田光の私が総理大臣になったら…秘書田中。（日本テレビ） - 準レギュラー議員
- ビーバップ!ハイヒール（2008年5月15日・7月3日・10月30日・12月11日・2009年3月5日・19日・9月17日、朝日放送）
- 日本史サスペンス劇場（日本テレビ系） - 珠姫 役
- きずな（2011年1月 - 6月、群馬テレビ） - MC
- will together〜ウィル・トゥギャザー〜（2011年7月、テレビ神奈川） - MC

### 映画
- 真夜中の少女たち 第1話「シブヤドロップス」（2006年8月12日公開） - 主演・鈴木ミオ 役
- 夜のピクニック（2006年9月30日公開） - 内堀亮子 役
- ワルボロ（2007年9月8日公開） - サユキ役
- グーグーだって猫である（2008年9月6日公開） - 京子 役
- アンを探して（2009年10月31日公開） - 美花 役
- LIAR GAME The final Stage （2010年3月6日公開）
- 女子高生ゾンビ（2010年3月20日 - 22日公開） - 主演・愛鈴 役
- 宇宙で1番ワガママな星（2010年3月20日 - 28日、第2回沖縄国際映画祭）
- ホームカミング-虹の丘タウンで起こったこと-（2010年秋公開） - 北川路彩香 役
- ある夜のできごと（2010年公開） - ナオ 役
- men's egg Drummers -メンズエッグ・ドラマーズ-（2011年7月16日公開） - ギャル 役
- 都市霊伝説 クロイオンナ（2012年11月3日公開） - 吉村日花里 役
- すーちゃん まいちゃん さわ子さん（2013年3月2日公開） - 前田千草 役

### ラジオ
- 高部あい ラジオdeあいでチュッ（2006年10月6日 - 2007年3月23日、TBSラジオ）
- 青い花 〜Sweet Blue Radio〜（2009年6月26日 - 10月30日、HiBiKi Radio Station・メディファクラジオ）

### 舞台
- カレッジ・オブ・ザ・ウインド（2007年7月2日 - 8月16日、大阪・シアターBRAVA! / 東京・サンシャイン劇場、演劇集団キャラメルボックス公演） - 主演・高梨ほしみ 役
- 嗚呼、田原坂（2010年4月1日 - 12日、明治座 / 4月16日 - 27日、御園座） - 沙雪 役
- わたしは誰!?（2011年2月4日 - 13日、三越劇場）
- ラ・ヌーヴォー キャバレー カルチェ・ラタン!1950（2012年6月28日 - 7月1日、CBGKシブゲキ!!） - 毛利英子 役
- 浮標（2012年9月20日 - 30日、東京・世田谷パブリックシアター / 10月6日 - 8日、大阪・シアター・ドラマシティ / 10月10日、兵庫・兵庫県立芸術文化センター / 10月13日 - 15日、宮城・宮城野区文化センター / 10月20日、新潟・りゅーとぴあ、葛河思潮社公演） - 比企京子 役
- あなたに贈る×（キス）（2013年12月18日 - 22日、新宿シアターサンモール） - 北嶋織恵 役

### CM・広告
- 日本防炎協会・防炎ポスター（2007年）
- NHK BS放送開始20周年キャンペーン『BS20才、ドき・ドき!!』（2009年）
- 朝日新聞「広告特集・QRコードラリー」（2009年8月25日付夕刊）
- アートネイチャー「マープ・ナチュレ」（2011年） - 中村静香と共演

### PV
- mihimaru GT with SOFFet ｢泣き夏｣（2008年7月）

## 作品

### DVD
- 全日本 国民的美少女 2004（2004年10月25日発売、TOKYOFM出版）
- 美少女クラブ31 ファーストDVD Making of Bishoujo Club 31（2004年11月24日発売、ポニーキャニオン）
- 美少女クラブ31 DVD mini ALBUM（2005年8月24日発売、ポニーキャニオン）
- ピクニックの準備（2006年9月15日発売、ハピネット）
- 高部あい シブヤドロップス 真夜中の少女たち（2006年11月24日発売、デジタルサイト）
- Ai You（2006年12月20日、ポニーキャニオン）
- 夜のピクニック（2007年2月23日発売、ハピネット・ピクチャーズ）
- カレッジ・オブ・ザ・ウィンド2007（2007年10月26日発売、ネビュラプロジェクト）
- 99%☆あい（2007年11月22日、イーネット・フロンティア）
- ai-land（2008年1月30日、リバプール）
- コスプレ幽霊 紅蓮女 DVD-BOX（2008年5月21日発売、バップ）
- 天使のKiss（2008年8月29日、リバプール）
- Ai〜DOLCE（2009年9月30日、イーネット・フロンティア）
- 青い花 第1巻 - 第5巻（2009年10月23日、11月25日、12月22日、2010年1月22日、2月25日発売、メディアファクトリー）
- 女子高生ゾンビ（2010年4月16日発売、GPミュージアムソフト）
- メンズエッグ・ドラマーズ（2012年2月24日発売、TOブックス）
- キルミーベイベー(1) - (6)（2012年3月7日、4月4日、5月2日、6月6日、7月4日、8月1日発売、ポニーキャニオン）
- ある夜のできごと（2012年8月31日発売、TOブックス）
- アンを探して（2013年1月発売、ククルビジョン）
- 都市霊伝説 クロイオンナ（2013年4月26日発売、GRASSOC）

### CD
- 青い花〜Sweet Blue Radio〜（2009年12月22日発売、メディアファクトリー）
- 「キルミーベイベー」キャラクターソング 【あぎり】（2012年2月15日発売、ポニーキャニオン）
- キルミーベイベー 殺し屋ラジオ CDスペシャル その3（2012年5月25日発売、ポニーキャニオン） - スペシャルゲスト

## 書籍

### 写真集
- アイシテル。（2006年3月17日、集英社、撮影：下川純一郎）ISBN 978-4087804294

### デジタル写真集
- @misty デジタル写真集高部あい（2007年3月9日、ミスティ）
- ai-land（撮影：サトウテツオ、2010年6月4日、リバプール）
- memewケータイ写真集　高部あい（2010年6月11日、近代映画社）
- 週プレnet Extra Ex142（2013年8月19日、集英社）

### 雑誌連載
- 陸上競技マガジン「高部あいの突撃!!陸上なんでもリポート部」（2013年7月号 - 、ベースボール・マガジン社） - 連載